# Conceyu Nacionalista Astur
Conceyu Nacionalista Astur (CNA, Concejo Nacionalista Asturiano) fue el primer partido político nacionalista asturiano, con actividad entre 1976 y 1981.

## Historia
Lo crearon jóvenes nacionalistas asturianos decididos a romper con la tradición política asturiana y a ofrecer una alternativa nacionalista asturiana y rupturista al proceso de reconstrucción estatal durante la transición, reclamando para Asturias un tratamiento similar al dado a Cataluña o al País Vasco. Entre los fundadores estaban Xosé Lluis Carmona, el cantante Carlos Rubiera, Dubardu Puente, Pepe Fernández Alonso, Xesús Cañedo Valle, miembros del Conceyu Bable y David Rivas (1957), fundador en Madrid en 1977 del Conceyu d'Asturies (en idioma español, Asamblea de Asturias). Su secretario general fue Anxelu Zapico.
Durante su existencia no logró ningún éxito electoral, e incluso algunos militantes serían detenidos bajo acusación de colaborar con ETA político-militar en el asalto al Banco Herrero de Oviedo aunque el partido emitió un comunicado poniendo de relieve que en ningún momento supo que las personas detenidas en Asturias hubieran tenido participación en los hechos que se les imputaban y eludiendo como partido político toda responsabilidad. En 1981 se disolvió. De sus cenizas surgieron otras organizaciones nacionalistas, como Unidá Nacionalista Asturiana, que se presentó a las elecciones europeas de 1989 bajo la mano de David Rivas, quien posteriormente fue candidato de Andecha Astur a la presidencia del gobierno de Asturias en 1999 y 2003.

## Elecciones
En las elecciones generales de 1977 no presentó candidatura propia, apoyando la de la agrupación electoral Unidad Regionalista (UR), encabezada por Aída Fuentes Concheso, Antonio Masip Hidalgo y Manuel Hevia Carriles y promovida por el Bloque Asturiano de la Izquierda, un conjunto de organizaciones y partidos aún no legalizados. URAS obtuvo 10 821 votos (1,88 % del voto asturiano). En las elecciones generales de 1979 sí lo hizo, tanto al Congreso como al Senado. Al Congreso presentaba a Dubardu Puente Fernández, José Álvarez Fernández, Ángel José Cadenas Menéndez, Francisco Javier Fernández Romero, José Ramón González Cuesta, José Francisco Villabrille, José Manuel Fernández Vega, Luis Antonio Álvarez Alias, José Manuel Friera Poo y Julio César López Fernández consiguiendo 3049 votos (0,57 %), situándolo en el noveno lugar de las 17 listas, sin representación en el Congreso. Para el Senado presentaba a Manuel Ángel González Zapico, el cual obtuvo 8309 votos, situándose en el décimo séptimo lugar, sin lograr ser elegido.
Dubardu Puente —candidato con 29 años—, hizo unas declaraciones a El Comercio de Gijón el 10 de febrero de 1979, en las que dijo:

CNA más que un partido convencional es un frente amplio donde tienen cabida todas las tendencias de izquierda. No somos, ni tenemos tampoco una ideología rígida, sino que, ante todo, como buenos asturianos, somos pragmáticos [...] Las personas que formamos parte del CNA veíamos hasta hace poco con simpatía algunos partidos que se declaraban regionalistas. Sin embargo, las palabras se las llevó el viento y en la práctica, a la hora de la verdad, sus teorías se quedaron en meras promesas que no tienen nada que ver con la auténtica defensa de los intereses asturianos. De ahí que ante el olvido demostrado por todas las fuerzas políticas de sus declaraciones regionalistas, nos ha llevado a juntarnos todos los que teníamos esta convicción para fundar una organización política asturiana y asturianista [...].

Uno de los carteles de propaganda electoral del CNA decía (traducido del original en asturiano):

VOTAR CNA ES APOYAR: la nacionalidad asturiana. El socialismo autogestionario. La lucha contra el colonialismo, que ahoga Asturias. Nuestra lengua y cultura, artes, costumbres. Un estatuto de autonomía que deje abierto el camino a la autodeterminación. Una alternativa revolucionaria a la clase obrera asturiana. La defensa de nuestro  y olvidado patrimonio artístico. La lucha ecológica. Naturaleza contra contaminación. No al ICONA (Instituto para la conservación de la naturaleza). No a las centrales nucleares. La lucha por los derechos de la mujer. Libre uso del cuerpo, divorcio, aborto, planificación familiar; mismo salario y derechos laborales que el hombre. La lucha por la liberación y derechos de los homosexuales, contra las leyes represivas y en defensa de esta natural expresión afectiva. La lucha por los derechos de los pensionistas. Jubilaciones suficientes. Asistencia geriátrica continua y gratuita. La lucha por los derechos de los minusválidos. Estructuras y servicios ciudadanos adecuados. Medicina y terapia recuperativa a niveles físicos y psíquicos. Derecho a la integración y al trabajo [..]

.

## Ideología
Entre sus planteamientos políticos se encontraban los siguientes:
- "Autonomía plena" a corto plazo.
- Derecho de autodeterminación.
- Revolución socialista en Asturias en la perspectiva de un Estado socialista protagonizado por la clase obrera y otras clases populares, para conseguir la construcción de una sociedad sin clases, previa abolición del aparato de poder de la burguesía.

Todo ello en el marco de una confederación de pueblos con la idea de conseguir un autogobierno que hiciera posible la participación de las masas partidarias de una sociedad socialista y autogestionaria.
Según los promotores del CNA el pueblo asturiano tenía todas las condiciones objetivas que estructuran una nación: una comunidad identificada con un territorio definido, una historia y una lengua propias, una situación económica definida por la empresa pública, una idiosincrasia que define a los asturianos como tales y una cultura propia con aportaciones únicas a la cultura universal, como el arte asturiano.
Para el buen funcionamiento conjunto de estas realidades, según el CNA, se requería:
- La descentralización dentro de Asturias a todos los niveles: administración, medicina, cultura, servicios, etc.
- La autogestión de las empresas.
- La ordenación y racionalización de la agricultura y ganadería.
- Estimulación de todas las posibilidades económicas de Asturias.
- Recuperación de la cultura asturiana.
- La consecución del mayor autogobierno y la unificación política europea.

## Simbología
La bandera y escudo del CNA era la Cruz de la Victoria en oro sobre fondo azul, es decir, la que luego sería bandera oficial del Principado de Asturias. Su himno: "Asturias, patria querida". Adoptar este popular cantar como himno oficial del partido supuso un retraso en la legalización del partido en el Registro por parte de los funcionarios, que lo emplearon como pretexto, ya que los estatutos fueron presentados en mayo de 1978 y el partido no fue legalizado hasta el 19 de enero de 1979. "Aquí temíamos que se tratara de un cachondeo" -manifestaba el Subdirector General de Asociaciones Políticas en unas declaraciones a Asturias, el 18 de enero de 1979.

## Publicaciones
El CNA llegó a editar una publicación propia, la revista Asturies Dixebrá.

## Disolución
Cabe destacar en este proceso que varios militantes del partido fueron detenidos bajo acusación de colaborar con ETA político-militar en el asalto al Banco Herrero de Oviedo por lo que cumplieron años de prisión.
Se disolvió en 1981. De sus cenizas surgieron otros partidos nacionalistas, como el Ensame Nacionalista Astur (ENA), que tras su fusión con la Xunta Nacionalista Asturiana (XNA) dio lugar a la Unidá Nacionalista Asturiana (UNA), que se presentó en solitario a las elecciones europeas de 1989 bajo la mano de José Suárez Arias-Cachero "Felechosa". Ejercieron la Secretaría General de la UNA Faustino Fernández Pereira, primero, y Xosé Lluis Carmona, después.